# Аріффін Магомет
Аріффін Магомет, також відомий як Айя Пін (малай. Ariffin Mohamad; нар. 22 червня 1941 — пом. 22 квітня 2016) — лідер та засновник секти «Кераджаан Ленґіт», забороненої в Малайзії. Стверджував, що має прямий контакт з небесами і, як вважають його послідовники, є втіленням Ісуса, Шиви, Будди, і Магомета. Послідовники «Небесного царства» вважають, що Айя Пін повернеться як імам Магді.

## Життєпис
Аріффін Магомет народився 22 червня 1941 року в малайській мусульманській родині у дистрикті Бачок, штат Келантан, Британська Малайя. У 1973 році Аріффін став проповідником та послідовником Гасана Тугана, відомого як Анак Рімау. Наприкінці 1970-х років Аріффін Магомет заснував «Небесне царство».
У середині 1980-х років Аріффін Магомет заснував комуну «Небесного царства» поблизу села Кампунґ Бату, дистрикт Бесут, штат Тренґану. Комуна жила за рахунок релігійного туризму та виробництва кондитерських виробів. У деяких звітах служби Ісламських справ вказано, що «Небесне царство» є девіантне. У 1997 році місцева рада з питань релігій видала фетву проти цієї групи. Було заарештовано чотирьох послідовників «Небесного царства» за відмову від ісламу, але пізніше вони були звільнені з огляду на те, що колишні мусульмани більше не підлягають юрисдикції Шаріатського суду Малайзії.
У 2001 році Аріффін Магомет відмовився від ісламу. Шаріатський суд звинуватив Аріффіна Магомета в «приниженні ісламу», і ув'язнив на 11 місяців, також він сплатив штраф.
З середини 2005 року малайзійський уряд почав переслідування членів «Небесного царства» як відступників від ісламу. 18 липня 2005 року група вігілантів напала на комуну, розбила вікна та спалила деякі бцдівлі. Двома днями пізніше було заарештовано 58 послідовників «Небесного царства», а 31 липня в Келантані було арештовано три дружини Аріффіна. У серпні 2005 року комуна «Небесного царства» поблизу села Кампунґ Бату була знищена.
З 2006 року Аріффін Магомет мешкав у засланні в місті Наратгіваті, Таїланд. Аріффін Магомет помер 22 квітня 2016 року Аріффін в Кампунґ Бату.
За ріжними оцінками кількості послідовників «Небесного царства» ставить кілька тисяч. Послідовниками «Небесного царства» є переважно малайці, хоча є також і в Африці, Індії, Великій Британії, Новій Зеландії, Сінгапурі та на Балі.

## Особисте життя
Аріффін Магомет мав 4 дружини, та 21 дитину.